# General Joseph Colton
Joseph Colton, el original G.I. Joe, es un personaje ficticio de G.I. Joe: A Real American Hero, una línea de juguetes con temática militar creada por Hasbro. También apareció como un personaje más tarde en la serie de cómics, pero no apareció en ninguna de las series animadas. Es interpretado por Bruce Willis en la película G.I. Joe: Retaliation (2013).

## Perfil
Joseph B. Colton se graduó con los más altos honores de la Academia Militar de los Estados Unidos en West Point en 1960. Experto tirador, fue reclutado por las Fuerzas Especiales y más tarde se convirtió en Boina Verde. Durante el servicio en el extranjero, participó en numerosas operaciones de combate, pero recibió un reconocimiento mínimo, ya que sus misiones fueron clasificadas como "ultra". En 1963, fue designado por el entonces presidente John F. Kennedy para crear y comandar una "ULTIMA fuerza de lucha por la libertad". Fue en este momento que recibió el nombre en clave G.I. Joe.
Más tarde se "retiró" del servicio militar activo y fue colocado como jefe de una instalación secreta de Iniciativa de Defensa Estratégica en la ciudad de Nueva York. Allí sirvió con la científica principal, G.I. Jane, quien originalmente se cubrió como enfermera de combate.

## Juguetes
"G.I. Joe" se lanzó por primera vez en 1994, como una exclusiva por correo para el 30 aniversario de G.I. Joe. Basado en la versión de G.I. Joe de 1964, la figura estaba disponible en stock limitado. Debido a pedidos inesperados, Hasbro vendió todas las figuras y no se produjeron más, lo que eventualmente llevó a Hasbro a enviar una disculpa por correo.
No fue lanzado nuevamente hasta 2006, esta vez como parte de un paquete de varias figuras, Viper Lockdown. Esta versión del G.I. Joe se compuso de partes de diferentes figuras y no es un molde separado. En general, ha tenido 2 lanzamientos utilizando un total de 2 moldes diferentes.
También fue lanzado en la línea de 12 pulgadas en 1994, como homenaje a su figura original lanzada en 1964.

## Cómics

### Anuncio de cómic (1975-1976)
Entre 1975 y 1976, Hasbro publicó anuncios de cómics protagonizados por Adventure Team, con Joseph Colton, Atomic Man y Bulletman como miembros.

### Marvel Comics
El general Joseph Colton hizo muy pocas apariciones durante la serie original G.I. Joe: A Real American Hero. En el número 86, está trabajando con su antigua colega Jane en un nivel seguro en el Edificio Chrysler (rebautizado como edificio Studebaker debido a problemas de licencia). Los laboratorios son atacados por las fuerzas Cobra, que desean el sistema de armas de pulso orbital escondido en el interior. Joe, Jane y un pequeño escuadrón de las fuerzas oficiales de G.I. Joe (incluidos Repeater y Lightfoot) derrotan a los soldados Cobra.
En el número 127, el general Colton explica el haz de electrones de pulso rápido (RPEB) a Duke y Stalker. El descubre una intervención en el sistema de control que conduce a una estación de conmutación telefónica en Nueva Jersey, donde el Comandante Cobra se ha hecho cargo. Al darse cuenta de que sus sistemas están violados, el general Colton hace que Jane apague todos los sistemas. General Colton, Duke, Stalker y Wild Bill luego diríjase a la estación de conmutación telefónica, pero Cobra derriba el Joes Tomahawk y el Comandante Cobra escapa, corriendo a la ciudad de Nueva York y al RPEB. El General Colton, Stalker y Duke usan los Battle Copters para volar de regreso al edificio Chrysler, pero el Comandante Cobra ya ha tomado el control del RPEB y lo usa para eliminar un cargamento de drogas de Headman. Comandante Cobra y su tripulación luego usan disfraces de civiles para caminar sin ser detectados más allá de los Joes.
El General Colton también aparece en el número 152, donde lo llaman de nuevo al servicio activo para una misión secreta. Ace es asignado para llevar a Colton a DC y le pregunta a Colton cuándo fue la última vez que estuvo en el asiento trasero de un avión de combate. Esto lleva a Colton a recordar sus primeros años en la batalla, lo que lleva a una historia retrospectiva sobre el plan original para formar un Equipo G.I. Joe.

### Devil's Due Publishing
Los primeros cuatro números de G.I. Joe: Frontline de Devil's Due Publishing presentaban la historia de Larry Hama sobre una última misión, "La misión que nunca existió". Después de la disolución oficial del equipo G.I. Joe, tienen una última misión. Tuvieron que transportar el haz de partículas de pulso rápido desde Florida hasta la ubicación de Colton en la ciudad de Nueva York. Durante esta serie, Colton está estacionado en la Iniciativa de Defensa Estratégica (SDI).

#### Reincorporación
El General Colton aparece más adelante en la serie. Sale de su retiro para liderar el equipo G.I. Joe, después de que Hawk queda paralizado por el Comandante Cobra. Su liderazgo es temporal, ya que rápidamente es dejado de lado por la camarilla de generales conocidos como los malabaristas que, en cambio, quieren que el General Philip Rey dirija el equipo.
Colton se convierte en un objetivo cuando Red Shadows comenzó a perseguir a los agentes G.I. Joe y Cobra. El líder de Red Shadow, Wilder Vaughn, un hombre que Colton conoció una vez, le disparó y aparentemente lo mató. Las heridas son críticas, pero Colton sobrevive.

#### America's Elite
Después de un año de disolución, el presidente le pide al general Colton que encabece un equipo mucho más pequeño de G.I. Joe en ausencia de Hawk. Él es reacio, pero acepta el puesto y lidera a los Joe desde su nueva sede, una instalación secreta conocida como The Rock.
Cuando Cobra toma el control de M.A.R.S. y comienza a vender armamento a insurgentes, terroristas y grupos rebeldes, el general Colton pasa a la ofensiva, movilizando a toda la lista de GI Joe y lanzando misiones para capturar a los agentes de Cobra que aún están en libertad. Durante la "Tercera Guerra Mundial", el General Colton lidera una pequeña unidad en la recuperación de Fort Meade. Cuando los Joe atacan la base de los Apalaches de Cobra, el general Colton recibe un disparo en la espalda del Comandante Cobra, pero sobrevive de nuevo. Al final de la serie, puede convencer al presidente de que todavía se necesita a G.I. Joe. Con Hawk a su lado, lidera un equipo G.I. Joe totalmente restaurado y reconocido en la batalla.

## Realidades alternativas y continuidades
El general Colton ha hecho una aparición como personaje principal fuera de la continuidad principal de G.I. Joe.

#### G.I. Joe vs. the Transformers: Black Horizon(Vol. 4)
Durante esta cuarta miniserie, Hawk descubrió que G.I. Joe estaba cautivo por las fuerzas de Cobra-La en el Himalaya. Junto con su equipo, Joe fue capturado por los Decepticons en 1978. Más tarde escapó para ayudar a Hawk y Optimus Prime a derrotar a Cobra-La.

#### Hasbro Comic Book Universe (IDW Publishing)
En Hasbro Comic Book Universe, Colton fue miembro del Adventure Team, junto con Miles "Mayhem" Manheim, Mike "Atomic Man" Power, Richard "Bulletman" Ruby y Lonzo "Stalker" Wilkinson. En su misión a la Tumba de Amtoltec, lucharon contra un ejército de momias robóticas, antes de tener un encuentro con el Decepticon llamado Soundwave. Al final de la búsqueda, el equipo de aventuras recuperó un artefacto antiguo al que llamaron "Talisman".
Después de que Megatron lideró la invasión Decepticon en la Tierra en 2007, Colton comenzó a temer lo que los Transformers podrían hacerle a la humanidad. Mientras tanto, se unió a sus compañeros Joes en su victoria final contra Cobra. Al final, la visión del mundo de Colton cambia drásticamente después de la traición de Galvatron con el Comando de Defensa de la Tierra.
Antes del evento Revolution, Colton fue reemplazado por un Dire Wraith que intentó controlar el Comando de Defensa de la Tierra excluyendo a Marissa Faireborn y Spike Witwicky. También hizo experimentos horribles con Aaron Grundy (Axiom), un hábil programador informático que se transformaría en un monstruo leal a los Wraiths. Pero el impostor fue asesinado más tarde por Rom, cuya muerte hizo que G.I. Joe declarara la guerra a los Autobots, hasta que se dieron cuenta de la verdad sobre la infiltración de los Wraiths.
Mientras tanto, se revela que el verdadero Colton está vivo, habiéndose cortado la mano derecha para escapar del Dire Wraith que lo reemplazó. Convencido de que los Transformers están aliados con los Dire Wraiths y deben ser destruidos, Colton siguió escondiéndose y se convirtió en el criminal internacional conocido como "Barón Ironblood", lo que hizo que se cruzara con el Programa Action Man. Ha estado reclutando villanos en secreto para formar a Iron Ring y lanzar un ataque nuclear preventivo contra Cybertron, poniendo en marcha los eventos de First Strike.
Cuando Iron Ring atacó a Cybertron, Colton envió al Doctor Mindbender (disfrazado de Ironblood) como señuelo mientras buscaba en el núcleo del planeta para alimentar el Talismán y destruir a los Transformers. Dentro del núcleo, Colton y Iron Ring son enfrentados por Scarlett y sus camaradas. En el clímax de la batalla, el aliado más cercano de Colton, Garrison Kreiger, revela su verdadera identidad como Merklynn (un mago del planeta Prysmos) y explica que ha estado usando las necesidades del Iron Ring para poder usar el Talismán para transformar Cybertron y la Tierra en nuevas versiones de Prysmos. Luego teletransporta mágicamente a todos de regreso a la superficie de Cybertron, donde Colton se rinde tristemente, al darse cuenta de que ayudó a un enemigo aún peor para asegurar la destrucción entrante de la Tierra, en lugar de salvarla.
Colton fue visto por última vez en la miniserie Transformers: Unicron, donde ayuda a regañadientes a los Autobots a luchar contra Unicron, quien fue despertado como efecto secundario por la misma invasión que había causado en Cybertron.

## Película de acción real
El General Colton es interpretado por Bruce Willis en G.I. Joe: Retaliation (2013), la secuela de G.I. Joe: The Rise of Cobra (2009). La película se estrenó el 28 de marzo de 2013 gracias a la colaboración de Paramount Pictures y Metro-Goldwyn-Mayer. En la película, el General Colton tiene una de las pistolas M-1911 de George S. Patton.
Colton fue mencionado por Scarlett en Snake Eyes (2021) como el general y líder de G.I. Joe después de que ella le entregó a Snake Eyes un archivo sobre su padre.